# Höljesjön
Höljesjön är en sjö i Melleruds kommun i Dalsland och ingår i Göta älvs huvudavrinningsområde. Sjön avvattnas av vattendraget Krokån (Teåkersälven). Sjöns area är 0,1806 kvadratkilometer och den befinner sig 117,9 meter över havet.

## Delavrinningsområde
Höljesjön ingår i det delavrinningsområde (651229-129588) som SMHI kallar för Inloppet i Örsjön. Medelhöjden är 165 meter över havet och ytan är 52,57 kvadratkilometer. Räknas de 8 avrinningsområdena uppströms in blir den ackumulerade arean 172,45 kvadratkilometer. Krokån (Teåkersälven) som avvattnar avrinningsområdet har biflödesordning 3, vilket innebär att vattnet flödar genom totalt tre vattendrag innan det når havet efter 161 kilometer. Avrinningsområdet består mestadels av skog (85 procent). Avrinningsområdet har 1,63 kvadratkilometer vattenytor vilket ger det en sjöprocent på 3,1 procent.